# Salar de Chalviri
El salar de Chalviri es un salar boliviano ubicado en la Reserva Nacional de Fauna Andina Eduardo Abaroa, al sur del departamento de Potosí, situado a 4369 m s.n.m.
En el extremo oeste del salar se encuentran las termas de Polques, que son aguas termales con un alto contenido de minerales.
La localidad más cercana es Agua Brava.